# Cal Cucut (Espinelves)
Cal Cucut és una obra d'Espinelves (Osona) inclosa a l'Inventari del Patrimoni Arquitectònic de Catalunya.

## Descripció
Edifici civil. Masia de planta rectangular (7x14), adossada longitudinalment al terraplè amb pendent d'est a oest. Consta de planta baixa i un pis. Coberta a dues vessants amb el carener perpendicular a la façana, orientada a llevant.
La façana presenta un ampli portal a la part dreta, amb funcions de garatge; un portal rectangular sota el carener, amb tres graons d'accés; i tres finestres a la planta. Al primer pis hi ha quatre finestres, les dues centrals amb ampit. La resta de façanes estan adossades al terraplè i només presenta una obertura al primer pis la façana nord.
Els ràfecs són reduïts llevat a la part de la façana on sobresurten més.
Està envoltada de coberts de construcció molt poc sòlida.

## Història
No es té cap dada constructiva ni documental.
Es troba al marge esquerre de la riera d'Espinelves, no gaire lluny del nucli, en el bassi de la Creu. Com moltes cases d'aquest veïnat és possible que es construís entre els segles XVII i XVIII, moment d'expansió del municipi.
Enderrocada al construir l'eix transversal.